# Altagracia
Altagracia (Los Puertos de Altagracia) – miasto w Wenezueli, w stanie Zulia, siedziba gminy Miranda.
Według danych szacunkowych na rok 2015 liczy 57 700 mieszkańców.